# بوندان
شهر بوندان (به فرانسوی: Bonheiden) در شهرستان مشلان در استان آنتوئر در منطقه فلاندری در کشور بلژیک واقع شده‌است.